# Derbi de Australia
El derbi de Australia conocido también como "The Big Blue" es el nombre dado a los partidos de fútbol disputados entre el Sydney FC y el Melbourne Victory los 2 equipos más ganadores, tradicionales y populares del balompié australiano. Son los dos clubes que ostentan más títulos en el balompié australiano (12 y 9 respectivamente a nivel masculino) y (10 y 4 respectivamente a nivel femenino), 
Han coincidido en 3 ocasiones en la final de la A-League Man y en 2 ocasiones en la final de la A-League Women

## Historia

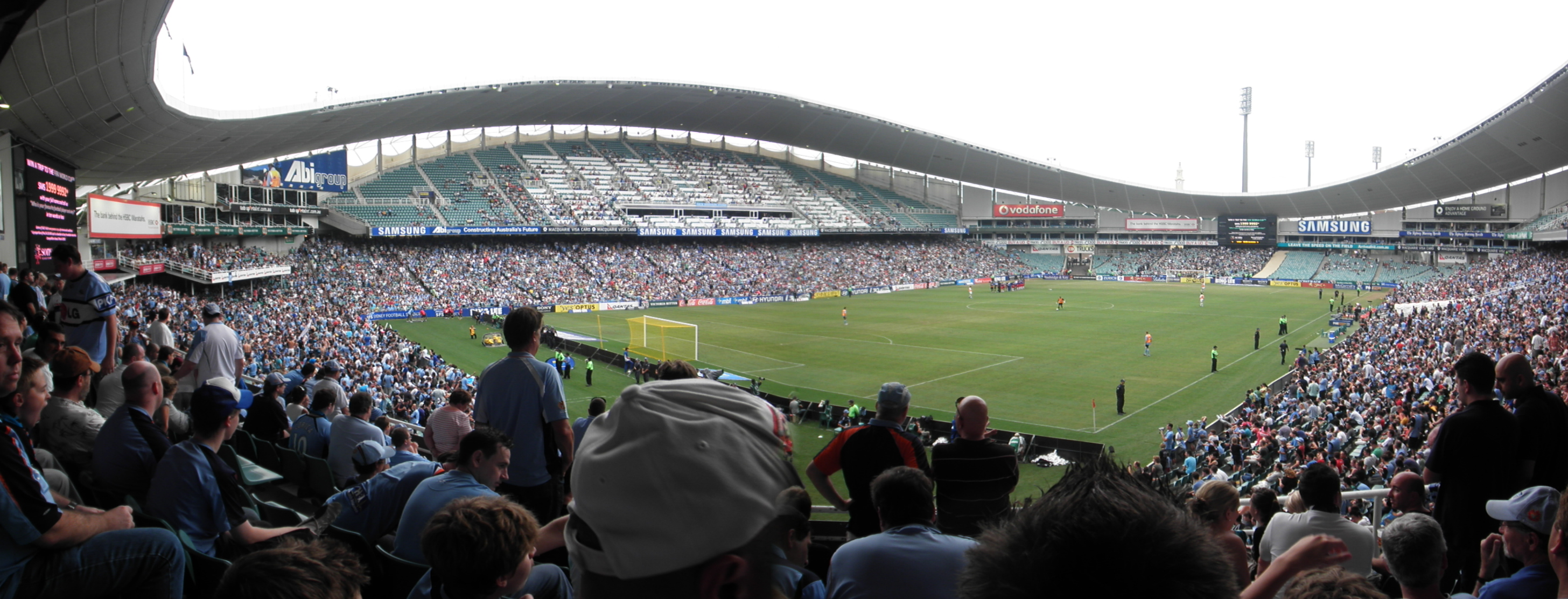
Panorámica del Allianz-Stadium durante un derbi en 2010

-El primer partido oficial entre los 2 equipos se jugó el 28 de agosto de 2005 en el estadio de fútbol de Sydney, el resultado fue un empate a 1.
-El 16 de octubre de 2005 Melbourne Victory venció por 5-0 al Sydney FC y consiguió su victoria más abultada en el derbi
-El primer encuentro entre los clubes durante la temporada 2006-07 de la A-League (y el cuarto en general) afianzó la rivalidad entre los equipos, ya que la pasión y la tensión alimentaron el partido. El capitán del Sydney FC, Mark Rudan, fue expulsado a los catorce minutos y el jugador del Victory, Fred, le dio un codazo en la garganta al defensa del Sydney FC, Mark Milligan. Fred evitó la sanción ya que fue sustituido antes de que el árbitro pudiera ver una repetición en la pantalla grande.  El desagradable incidente requirió atención médica urgente, ya que dejó a Milligan luchando por respirar y había temores de que se tragara la lengua.
-El 8 de diciembre de 2006 durante el partido entre Melbourne Victory y Sydney FC, 50,333 personas asistieron al estadio, record de asistencia histórico en la A-League
-Durante la temporada 2009/10 por primera vez ambos equipos se enfrentaron en la final del torneo, el 20 de marzo de 2010 en el Estadio Docklands luego de que los 2 equipos empataran a 1 gol en los 90 minutos, el Sydney FC venció al Victory en los penaltis y se consagro por segunda vez campeón de la liga
-El 18 de abril de 2014 se enfrentaron por fase eliminatoria, Melbourne Victory gano por marcador de 2-1
-Durante la temporada 2014/15 ambos equipos coincidieron en la final del torneo, Melbourne Victory obtuvo su tercer título de liga tras vencer en la final por 3-0 al Sydney FC con goles de Berisha, Barbarouses y Broxham
-Durante la temporada 2016/17 por tercera vez los 2 equipos se enfrentaron en la final del torneo, el 7 de mayo de 2017 en el Allianz Stadium de Sydney los 2 equipos empataron a 1 gol, por Sydney marco Rhyan Grant y por Victory marco Besart Berisha, en los penaltis Sydney FC se impondría por 4-2.
-Durante la temporada 2017/18 se enfrentaron por las semifinales del torneo, gano Melbourne por marcador de 2-3
-Durante la temporada 2018/19 por segunda vez consecutiva se enfrentaron por las semifinales del torneo, y gano Sídney por 6-1 consiguiendo así su victoria más abultada en el derbi
-Durante la temporada 2020/21 por primera vez ambos equipos se enfrentaron en la final de la A-League Women, el 11 de abril de 2021 Melbourne Victory se impondría por 0-1 al Sydney FC con gol en el minuto 120 de Cooney-Cross.
-Durante la temporada 2021/22 por segunda vez y de forma consecutiva ambos equipos se enfrentaron en la final de la A-League Women, el 27 de marzo de 2022 Melbourne Victory se impondría por 1-2, gol de Cortnee Vine por Sydney FC, Amy Jackson y Catherine Zimmerman por Victory.

## Estadísticas
-Archie Tompson es el máximo goleador del derbi con 14 goles todos con el Melbourne Victory

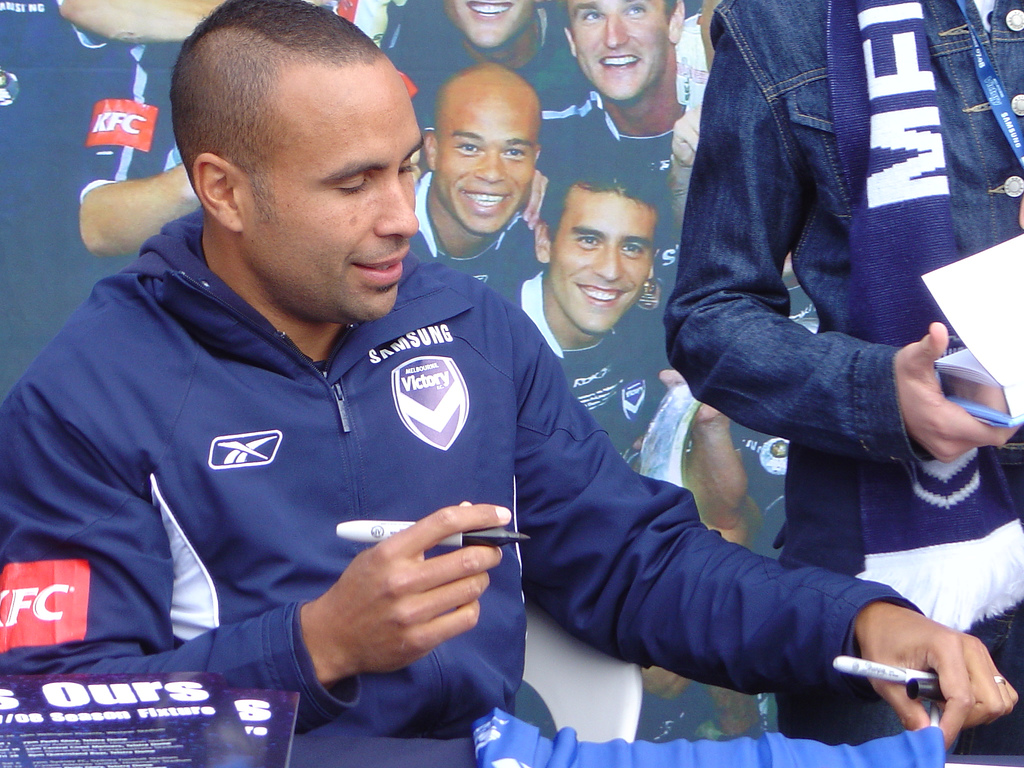
Archie Thompson es el máximo anotador del derbi

-Entre el 6 de abril de 2009 y el 25 de enero de 2022, Sydney FC logro la mayor racha de imbatibilidad en el derbi con 9 partidos

### Estadísticas
Actualizado a 21 de mayo de 2025
| Competición          | Partidos | Ganados Sydney FC | Empates | Ganados Victory |
| -------------------- | -------- | ----------------- | ------- | --------------- |
| Torneo Regular       | 58       | 23                | 18      | 17              |
| Fases de eliminación | 5        | 1                 | 1       | 3               |
| Finales              | 3        | 1                 | 0       | 2               |
| Total                | 66       | 26                | 29      | 21              |

## Historial
| N.º | Fecha                   | Escenario             | Lugar     | Local      | Resultado | Visitante  | Encuentro                            |
| --- | ----------------------- | --------------------- | --------- | ---------- | --------- | ---------- | ------------------------------------ |
| 001 | 28 de agosto de 2005    | Allianz Stadium       | Sídney    | Sydney FC  | 1 - 1     | Victory FC | A-League 2005-06 (Fase Regular)      |
| 002 | 16 de octubre de 2005   | Olympic Park          | Victory   | Victory    | 5 - 0     | Victory FC | A-League 2005-06 (Fase Regular)      |
| 003 | 3 de diciembre de 2005  | Allianz Stadium       | Sídney    | Sydney FC  | 2 - 1     | Victory FC | A-League 2005-06 (Fase Regular)      |
| 004 | 2 de septiembre de 2006 | Docklands             | Melbourne | Victory FC | 3 - 2     | Sydney FC  | A-League 2006-07 (Fase Regular)      |
| 005 | 21 de octubre de 2006   | Allianz Stadium       | Sídney    | Sydney FC  | 1 - 2     | Victory FC | A-League 2006-07 (Fase Regular)      |
| 006 | 8 de diciembre de 2006  | Docklands             | Melbourne | Victory FC | 0 - 0     | Sydney FC  | A-League 2006-07 (Fase Regular)      |
| 007 | 6 de octubre de 2007    | Allianz Stadium       | Sídney    | Sydney FC  | 0 - 1     | Victory FC | A-League 2007-08 (Fase Regular)      |
| 008 | 10 de noviembre de 2007 | Docklands             | Melbourne | Victory FC | 0 - 0     | Sydney FC  | A-League 2007-08 (Fase Regular)      |
| 009 | 20 de enero de 2008     | Allianz Stadium       | Sídney    | Sydney FC  | 2 - 2     | Victory FC | A-League 2007-08 (Fase Regular)      |
| 010 | 16 de agosto de 2008    | Allianz Stadium       | Sídney    | Sydney FC  | 0 - 0     | Victory FC | A-League 2008-09 (Fase Regular)      |
| 011 | 25 de octubre de 2008   | Docklands             | Melbourne | Victory FC | 0 - 2     | Sydney FC  | A-League 2008-09 (Fase Regular)      |
| 012 | 25 de octubre de 2008   | Docklands             | Melbourne | Victory FC | 3 - 2     | Sydney FC  | A-League 2008-09 (Fase Regular)      |
| 013 | 9 de octubre de 2009    | Docklands             | Melbourne | Victory FC | 0 - 3     | Sydney FC  | A-League 2009-10 (Fase Regular)      |
| 014 | 19 de diciembre de 2009 | Docklands             | Melbourne | Victory FC | 0 - 0     | Sydney FC  | A-League 2009-10 (Fase Regular)      |
| 015 | 14 de febrero de 2010   | Allianz Stadium       | Sídney    | Sydney FC  | 2 - 0     | Victory FC | A-League 2009-10 (Fase Regular)      |
| 016 | 18 de febrero de 2010   | Docklands             | Melbourne | Victory FC | 2 - 1     | Sydney FC  | A-League 2009-10 Semifinal Mayor     |
| 017 | 7 de marzo de 2010      | Allianz Stadium       | Sídney    | Sydney FC  | 2 - 2     | Victory FC | A-League 2009-10 Semifinal Mayor     |
| 018 | 20 de marzo de 2010     | Docklands             | Melbourne | Victory FC | 1 - 1     | Sydney FC  | A-League 2009-10 Grand Final         |
| 019 | 7 de agosto de 2010     | Allianz Stadium       | Sídney    | Sydney FC  | 3 - 3     | Victory FC | A-League 2010-11 (Fase Regular)      |
| 020 | 16 de octubre de 2010   | Docklands             | Melbourne | Victory FC | 3 - 0     | Sydney FC  | A-League 2010-11 (Fase Regular)      |
| 021 | 15 de enero de 2011     | Allianz Stadium       | Sídney    | Sydney FC  | 1 - 1     | Victory FC | A-League 2010-11 (Fase Regular)      |
| 022 | 8 de octubre de 2011    | Docklands             | Melbourne | Victory FC | 0 - 0     | Sydney FC  | A-League 2011-12 (Fase Regular)      |
| 023 | 26 de enero de 2012     | AAMI Park             | Melbourne | Victory FC | 2 - 2     | Sydney FC  | A-League 2011-12 (Fase Regular)      |
| 024 | 10 de marzo de 2012     | Allianz Stadium       | Sídney    | Sydney FC  | 1 - 0     | Victory FC | A-League 2011-12 (Fase Regular)      |
| 025 | 10 de noviembre de 2012 | Allianz Stadium       | Sídney    | Sydney FC  | 2 - 3     | Victory FC | A-League 2012-13 (Fase Regular)      |
| 026 | 26 de enero de 2013     | AAMI Park             | Melbourne | Victory FC | 3 - 1     | Sydney FC  | A-League 2012-13 (Fase Regular)      |
| 027 | 16 de marzo de 2013     | Allianz Stadium       | Sídney    | Sydney FC  | 1 - 1     | Victory FC | A-League 2012-13 (Fase Regular)      |
| 028 | 9 de noviembre de 2013  | Allianz Stadium       | Sídney    | Sydney FC  | 3 - 2     | Victory FC | A-League 2013-14 (Fase Regular)      |
| 029 | 26 de enero de 2014     | Docklands             | Melbourne | Victory FC | 0 - 5     | Sydney FC  | A-League 2013-14 (Fase Regular)      |
| 030 | 29 de marzo de 2014     | AAMI Park             | Melbourne | Victory FC | 1 - 1     | Sydney FC  | A-League 2013-14 (Fase Regular)      |
| 031 | 18 de abril de 2014     | Docklands             | Melbourne | Victory FC | 2 - 1     | Sydney FC  | A-League 2013-14 Fase de eliminación |
| 032 | 15 de noviembre de 2014 | Allianz Stadium       | Sídney    | Sydney FC  | 0 - 0     | Victory FC | A-League 2014-15 (Fase Regular)      |
| 033 | 13 de diciembre de 2014 | Docklands             | Melbourne | Victory FC | 3 - 3     | Sydney FC  | A-League 2014-15 (Fase Regular)      |
| 034 | 14 de febrero de 2015   | Allianz Stadium       | Sídney    | Sydney FC  | 3 - 3     | Victory FC | A-League 2014-15 (Fase Regular)      |
| 035 | 15 de mayo de 2015      | AAMI Park             | Melbourne | Victory FC | 3 - 0     | Sydney FC  | A-League 2014-15 Grand Final         |
| 036 | 14 de noviembre de 2015 | Allianz Stadium       | Sídney    | Sydney FC  | 2 - 4     | Victory FC | A-League 2015-16 (Fase Regular)      |
| 037 | 26 de enero de 2016     | Docklands             | Melbourne | Victory FC | 1 - 0     | Sydney FC  | A-League 2015-16 (Fase Regular)      |
| 038 | 27 de febrero de 2016   | Allianz Stadium       | Sídney    | Sydney FC  | 1 - 1     | Victory FC | A-League 2015-16 (Fase Regular)      |
| 039 | 5 de noviembre de 2016  | Allianz Stadium       | Sídney    | Sydney FC  | 2 - 1     | Victory FC | A-League 2016-17 (Fase Regular)      |
| 040 | 26 de enero de 2017     | Docklands             | Melbourne | Victory FC | 1 - 2     | Sydney FC  | A-League 2016-17 (Fase Regular)      |
| 041 | 3 de marzo de 2017      | Allianz Stadium       | Sídney    | Sydney FC  | 1 - 0     | Victory FC | A-League 2016-17 (Fase Regular)      |
| 042 | 7 de mayo de 2017       | Allianz Stadium       | Sídney    | Sydney FC  | 1 - 1     | Victory FC | A-League 2016-17 Grand Final         |
| 043 | 7 de octubre de 2017    | Docklands             | Melbourne | Victory FC | 0 - 1     | Sydney FC  | A-League 2017-18 (Fase Regular)      |
| 044 | 26 de enero de 2018     | AAMI Park             | Melbourne | Victory FC | 1 - 3     | Sydney FC  | A-League 2017-18 (Fase Regular)      |
| 045 | 13 de abril de 2018     | Allianz Stadium       | Sídney    | Sydney FC  | 1 - 0     | Victory FC | A-League 2017-18 (Fase Regular)      |
| 046 | 28 de abril de 2018     | Allianz Stadium       | Sídney    | Sydney FC  | 2 - 3     | Victory FC | A-League 2017-18 Semifinal           |
| 047 | 25 de noviembre de 2018 | Jubilee Oval          | Sídney    | Sydney FC  | 1 - 2     | Victory FC | A-League 2018-19 (Fase Regular)      |
| 048 | 26 de enero de 2019     | AAMI Park             | Melbourne | Victory FC | 2 - 1     | Sydney FC  | A-League 2018-19 (Fase Regular)      |
| 049 | 6 de abril de 2019      | Sydney Cricket Ground | Sídney    | Sydney FC  | 2 - 1     | Victory FC | A-League 2018-19 (Fase Regular)      |
| 050 | 12 de mayo de 2019      | Jubilee Oval          | Sídney    | Sydney FC  | 6 - 1     | Victory FC | A-League 2018-19 Semifinal           |
| 051 | 17 de noviembre de 2019 | Jubilee Oval          | Sídney    | Sydney FC  | 2 - 1     | Victory FC | A-League 2019-20 (Fase Regular)      |
| 052 | 24 de enero de 2020     | AAMI Park             | Melbourne | Victory FC | 0 - 3     | Sydney FC  | A-League 2019-20 (Fase Regular)      |
| 053 | 7 de marzo de 2020      | Docklands             | Melbourne | Victory FC | 1 - 4     | Sydney FC  | A-League 2019-20 (Fase Regular)      |
| 054 | 4 de abril de 2021      | AAMI Park             | Melbourne | Victory FC | 0 - 3     | Sydney FC  | A-League 2020-21 (Fase Regular)      |
| 055 | 27 de abril de 2021     | Jubilee Oval          | Sídney    | Sydney FC  | 1 - 0     | Victory FC | A-League 2020-21 (Fase Regular)      |
| 056 | 19 de mayo de 2021      | Jubilee Oval          | Sídney    | Sydney FC  | 2 - 0     | Victory FC | A-League 2020-21 (Fase Regular)      |
| 057 | 25 de enero de 2022     | AAMI Park             | Melbourne | Victory FC | 2 - 2     | Sydney FC  | A-League 2021-22 (Fase Regular)      |
| 058 | 7 de mayo de 2022       | Jubilee Oval          | Sídney    | Sydney FC  | 1 - 4     | Victory FC | A-League 2021-22 (Fase Regular)      |
| 059 | 8 de octubre de 2022    | Allianz Stadium       | Sídney    | Sydney FC  | 2 - 3     | Victory FC | A-League 2022-23 (Fase Regular)      |
| 060 | 26 de enero de 2023     | AAMI Park             | Melbourne | Victory FC | 1 - 2     | Sydney FC  | A-League 2022-23 (Fase Regular)      |
| 061 | 4 de marzo de 2023      | Allianz Stadium       | Sídney    | Sydney FC  | 1 - 0     | Victory FC | A-League 2022-23 (Fase Regular)      |
| 062 | 21 de octubre de 2023   | Allianz Stadium       | Sídney    | Sydney FC  | 0 - 2     | Victory FC | A-League 2023-24 (Fase Regular)      |
| 063 | 16 de diciembre de 2023 | AAMI Park             | Melbourne | Victory FC | 3 - 0     | Sydney FC  | A-League 2023-24 (Fase Regular)      |
| 064 | 26 de enero de 2024     | Allianz Stadium       | Sídney    | Sydney FC  | 1 - 1     | Victory FC | A-League 2023-24 (Fase Regular)      |
| 065 | 28 de diciembre de 2024 | Allianz Stadium       | Sídney    | Sydney FC  | 3 - 0     | Victory FC | A-League 2024-25 (Fase Regular)      |
| 066 | 24 de enero de 2025     | AAMI Park             | Melbourne | Victory FC | 2 - 0     | Sydney FC  | A-League 2024-25 (Fase Regular)      |

## Palmarés

### Masculino
Actualizado a 21 de mayo de 2025
| Torneo                       | Títulos de Sydney FC | Títulos de Melborne Victory |
| ---------------------------- | -------------------- | --------------------------- |
| A-League                     | 5                    | 4                           |
| Temporada regular            | 4                    | 3                           |
| FFA Cup                      | 2                    | 2                           |
| Liga de Campeones de la AFC  | 1                    | 0                           |
| Totales de títulos oficiales | 12                   | 9                           |

### Femenino
Actualizado a 21 de mayo de 2025
| Torneo                       | Títulos de Sydney FC | Títulos de Melborne Victory |
| ---------------------------- | -------------------- | --------------------------- |
| A-League Women               | 5                    | 3                           |
| Temporada regular            | 5                    | 1                           |
| Totales de títulos oficiales | 10                   | 4                           |